# ロイ・ミジェール
ロイ・ミジェール・エルナンデス（Roy Miller Hernández 、1984年11月24日 - ）は、コスタリカ・サンホセ出身の元プロサッカー選手。元サッカーコスタリカ代表。現役時代のポジションはDF。

## 経歴

### クラブ
CSカルタヒネスでプロデビュー。
2005年、チームメイトのランダル・ブレネスと共に、ノルウェーのFKボデ/グリムトに移籍。
2008年2月、ローゼンボリBKに移籍。すぐに左サイドバックのレギュラーに定着したが、膝の負傷のためレギュラーの座から陥落。復帰後、2009年夏にレンタルでエルグリーテISに移籍。
2010年1月、MLSのニューヨーク・レッドブルズに移籍。加入初年度でイーズタン・カンファレンス優勝を果たした。2013年12月にはデポルティーボ・サプリサが獲得に乗り出したが、レッドブルズとの契約更新を選んだ。2015年11月30日、クラブはミジェールとの契約を更新しないことを発表した。
2015年12月28日、デポルティーボ・サプリサに移籍。

### 代表
2001年、トリニダード・トバゴで開催されたFIFA U-17世界選手権に参加した。
A代表は2005年に初キャップを刻んだ。ワールドカップでは2006年大会と2010年大会の北中米カリブ海予選に参加し、2014年大会では本戦に出場した。

## 代表歴

### 出場大会
- コスタリカ代表
  - 2014 FIFAワールドカップ

### 試合数
- 国際Aマッチ 58試合 2得点（2005年-2015年）[8]

| コスタリカ代表 | 国際Aマッチ | 国際Aマッチ |
| 年             | 出場        | 得点        |
| -------------- | ----------- | ----------- |
| 2005           | 8           | 0           |
| 2006           | 3           | 0           |
| 2007           | 1           | 0           |
| 2008           | 0           | 0           |
| 2009           | 2           | 0           |
| 2010           | 4           | 0           |
| 2011           | 11          | 0           |
| 2012           | 8           | 0           |
| 2013           | 6           | 1           |
| 2014           | 8           | 0           |
| 2015           | 7           | 1           |
| 通算           | 58          | 2           |

### 得点
| No | 開催日       | 開催地     | 対戦国       | スコア | 結果 | 試合概要                    |
| -- | ------------ | ---------- | ------------ | ------ | ---- | --------------------------- |
| 1  | 2013年6月8日 | サン・ホセ | ホンジュラス | 1–0    | 1–0  | 2014 FIFAワールドカップ予選 |
| 2  | 2015年7月8日 | カーソン   | ジャマイカ   | 1-1    | 2-2  | 2015 CONCACAFゴールドカップ |

## タイトル

### クラブ
ローゼンボリ
- エリテセリエン: 2009[9]

ニューヨーク・レッドブルズ
- サポーターズ・シールド: 2013, 2015

### 代表
- コパ・セントロアメリカーナ (2): 2005, 2014